# Пардаугава (футбольный клуб)
Футбо́льный клуб «Па́рдаугава» (латыш. Futbola klubs „Pārdaugava”) — бывший советский и латвийский футбольный клуб из города Рига.

## История
В 1990 году команда Молодёжной сборной Латвийской ССР выступала в чемпионате Прибалтики под названием «Пардаугава/РШВСМ». Название «Пардаугава» было у сельскохозяйственной фирмы, которая принадлежала тогдашнему президенту ЛФФ Владимиру Лескову.
В 1991 году «Пардаугава» заняла место «Даугавы» в Первой лиге СССР, а «Пардаугава/РШВСМ» в качестве резервной команды выступала в чемпионате Латвии.
В 1992 году команда обрела название «Пардаугава». Отыграв 3 сезона в чемпионате Латвии, команда в 1995 году обанкротилась и после 8-го тура снялась с соревнований.

## Названия
- «Даугава/РВЗ» (1984)
- «Сборная юниоров» (1985—1987)
- «Молодёжная сборная» (1988—1989)
- «Пардаугава/РШВСМ» (1990—1991), от «Республиканская школа высшего спортивного мастерства» (латыш. RASMS, Republikas augstākās sporta meistarības skola)
- «Пардаугава/НСШ» (1991), от «Национальная спортивная школа» (латыш. NSS, Nacionālā sporta skola)
- «Пардаугава» (с 1992)

## Результаты выступлений

### Чемпионат и Кубок Латвийской ССР
| Сезон | Лига             | Место | И  | В  | Н  | П  | Голы  | О   |  | Кубок         |
| ----- | ---------------- | ----- | -- | -- | -- | -- | ----- | --- |  | ------------- |
| 1984  | Класс «А»        | 12    | 22 | 3  | 1  | 18 | 15‒60 | 7   |  |               |
| 1985  | Класс «А»        | 8     | 28 | 13 | 3  | 12 | 40‒38 | 29  |  | 1/16 финала   |
| 1986  | Класс «А»        | 7     | 26 | 9  | 8  | 9  | 50‒37 | 26  |  |               |
| 1987  | Класс «А»        | 6     | 26 | 12 | 6  | 8  | 34‒20 | 30  |  | 1/4 финала    |
| 1988  | Класс «А»        | 12    | 30 | 6  | 10 | 14 | 33‒46 | 22  |  | не участвовал |
| 1989  | Класс «А»        | 17    | 16 | 4  | 8  | 4  | 20‒20 | 16  |  | не участвовал |
| 1990  | Чемпионат Балтии | 15    | 32 | 5  | 8  | 19 | 24‒53 | 18  |  |               |
| 1991  | Класс «А»        | 2     | 28 | 21 | 2  | 5  | 82‒18 | 26* |  |               |

* Турнир проходил в два этапа. На втором этапе для команд «группы за чемпионство» из первого этапа учитывались только результаты игр с командами, вышедшими в чемпионскую группу. Приведено суммарное количество очков, которые учитывались на втором этапе.

### Чемпионат и Кубок Латвии
| Сезон | Лига        | Место | И  | В  | Н  | П | Голы  | О  |  | Кубок      |
| ----- | ----------- | ----- | -- | -- | -- | - | ----- | -- |  | ---------- |
| 1992  | Высшая лига | 4     | 22 | 13 | 3  | 6 | 45‒22 | 29 |  | 1/2 финала |
| 1993  | Высшая лига | 4     | 18 | 10 | 4  | 4 | 29‒13 | 24 |  | Финалист   |
| 1994  | Высшая лига | 6     | 22 | 6  | 10 | 6 | 24‒24 | 22 |  | 1/4 финала |
| 1995  | Высшая лига | —     | 7  | 0  | 2  | 5 | 2‒13  | 2  |  | 1/4 финала |

## Достижения
Чемпионат Латвийской ССР
- Серебряный призёр (1): 1991.

Кубок Латвии
- Финалист (1): 1993.

## Главные тренеры
- Владимир Беляев (1984)
- неизвестно
- Янис Гилис (1988—1991)
- неизвестно
- Георгий Смирнов (1993)
- Юрий Андреев (1994—1995)
- Игорь Клёсов (1995)